# 狼少年
《狼少年》（韓語：늑대소년），是一部2012年上映的韓國電影。被稱為韓國版《剪刀手愛德華》，此前西方已多次拍攝狼人的故事，韓國影人將它本土化，打造出一段少女與狼人唯美的愛情故事。由憑借短片《兄妹之家》獲得第62届戛纳电影节獲得「電影基金會」三等獎的導演趙聖熙執導，宋仲基和朴寶英主演。朴寶英還親自演唱歌曲《我的王子》，來訴說劇中少女的心情。該電影在韓國上映19天突破了500萬觀影人次，最終動員超過706萬觀影人次，成為2012年韩国票房季軍，同時刷新韓國愛情片票房記錄並保持至今。

## 劇情介紹
少女純伊因為罹患哮喘病的關係，隨著家人搬到鄉下村莊生活。深夜裡，她感到屋外的不安寧，隔天早上就在倉庫旁發現一個行為怪異的男孩——體溫46度、血型不明，長期與世隔絕的狼少年。純伊和母親收留了這名狼少年，命名為「哲秀」，從食衣住行等基本常識開始教導他，希望他能像個真正的人活著。在朝夕相處之下，他們產生了微妙情感，但是藏在「哲秀」血液中的危險因子讓村莊居民們開始感受到威脅。
以純伊險遭闖入屋內的歹徒不軌、哲秀變身狼人型態擊退歹徒為契機，村民開始得知哲秀的狼人身份。事實上，哲秀是經過實驗導致身體含有狼的基因的實驗品。哲秀為了保護純伊而數度遭受村民獵殺迫害，最終純伊為了保護哲秀，無奈之下將哲秀連同自己先前用來教導後者、但已損壞的吉他留在小木屋中，留下「等我，我會回來」的字條給哲秀後至此離別。
純伊與哲秀離別後，在接下來的幾年間與他人結婚成家。雙方分離47年後，已是白髮老婦的純伊有了正值青春年華的孫女恩珠，純伊帶著恩珠重返當初安置哲秀的小木屋與他見面，而哲秀的外型仍維持在當年和純伊分離時的模樣，哲秀拿出當年她留下的紙條還有修好的吉他，訴說著這些年對她的思念和生活，低下頭讓順伊摸頭。第二天，純伊與恩珠離開了哲秀居住的小木屋，純伊拒絕了開發商的購房請求，哲秀則留在原地望著純伊和恩珠乘車離去，獨自待在雪地堆起雪人，與雪人依偎而坐。

## 演員陣容
- 宋仲基 飾 金哲秀（狼少年）
- 朴寶英 飾 金純伊（少女）／恩珠（純伊的孫女）
- 李英蘭 飾 金純伊（老年）
- 張英南 飾 劉玉熙（純伊的母親）
- 柳演錫 飾 黃智泰
- 金香起 飾 金純子
- 柳承穆 飾 姜泰植
- 徐東洙 飾 上校
- 張書伊 飾 恩珠的母親
- 禹正國 飾 鄭先生
- 具本林 飾 鄭先生的妻子
- 安道奎 飾 東石
- 申菲 飾 東美
- 南貞熙 飾 東石的奶奶
- 金承勳 飾 政府官員
- 李準赫 飾 警察
- 李民雄 飾 姜泰植的助理

## 獎項
| 年份 | 獎項                         | 類別                      | 提名者          | 結果 |
| ---- | ---------------------------- | ------------------------- | --------------- | ---- |
| 2012 | 大韓民國文化演藝大賞         | 最佳男配角獎              | 徐東洙          | 獲獎 |
| 2013 | 第4屆年度電影獎              | 發現獎                    | 趙聖熙          | 獲獎 |
| 2013 | 亞洲電影大獎                 | 最佳服裝設計              | 郭正愛          | 提名 |
| 2013 | 第49屆百想藝術大賞           | 電影部門 作品賞           | 電影部門 作品賞 | 提名 |
| 2013 | 第49屆百想藝術大賞           | 電影部門 男子最優秀演技賞 | 宋仲基          | 提名 |
| 2013 | 第49屆百想藝術大賞           | 電影部門 新人導演賞       | 趙聖熙          | 獲獎 |
| 2013 | 第49屆百想藝術大賞           | 劇本賞                    | 趙聖熙          | 提名 |
| 2013 | 第49屆百想藝術大賞           | 男子人氣賞                | 宋仲基          | 提名 |
| 2013 | 第49屆百想藝術大賞           | 女子人氣賞                | 朴寶英          | 提名 |
| 2013 | 2013 Mnet 20's Choice Awards | 20's 最佳電影男星         | 宋仲基          | 提名 |
| 2013 | 2013 Mnet 20's Choice Awards | 20's 最佳電影女星         | 朴寶英          | 獲獎 |
| 2013 | 第22屆釜日電影獎             | 音樂賞                    | 沈賢貞          | 提名 |
| 2013 | 第22屆釜日電影獎             | 女配角獎                  | 張英南          | 獲獎 |
| 2013 | 第50屆大鐘獎                 | 女配角獎                  | 張英南          | 獲獎 |
| 2013 | 第50屆大鐘獎                 | 新人導演獎                | 趙聖熙          | 提名 |
| 2013 | 第34屆青龍電影獎             | 女配角獎                  | 張英南          | 提名 |
| 2013 | 第34屆青龍電影獎             | 新人導演獎                | 趙聖熙          | 提名 |

## 外部連結
- NAVER電影 （页面存档备份，存于）
- 互联网电影数据库（IMDb）上《狼少年：不朽的愛》的资料（英文）
- 豆瓣电影上《狼少年》的資料 （简体中文）